# Черняк Євген Йосипович
Євге́н Йо́сипович Черня́к (нар. 1895, с. Чехи — нині с. Лугове Бродівського району Львівської області — пом. 3 листопада 1937, розстрільний полігон НКВД СРСР в урочищі Сандармох, нині в Медвеж'єгорському районі Республіки Карелії, РФ) — український працівник культури, знавець кіномистецтва, публіцист.
Жертва більшовицького терору.

## Життєпис
Народився на Галичині в селянській сім'ї. Здобув вищу гуманітарну освіту, фаховий історик (у 1919-му закінчив також курси бухгалтерів). До Росії переселився в період Першої світової війни. Служив спочатку в царському війську, згодом воював як червоний командир. Був членом комуністичної партії більшовиків (1918—1933). У середині 1920-х — відповідальний редактор журналу «Життя й революція», що видавався в Києві від 1925 року. У 1927—1928 роках — заступник голови правління Всеукраїнського фотокіноуправління з художніх питань. У 1930—1932 роках — заступник завідувача культпропу окружного й міського комітетів КП(б)У в Харкові. Професор, заступник директора Українського НДІ історії матеріальної культури. Крім рідної мови, володів німецькою, англійською, чеською, польською, російською.
Автор книжки публіцистики «Листи з чужих країн» (Харків, видавництво «ЛіМ», 1932) — про подорож країнами Європи.
Був прибічником політики українізації в УСРР (проводилася в 1920-х роках), заарештований 11 травня 1933 року. у сфабрикованій справі «Української військової організації» («УВО»), звинувачений у «шкідництві на національно-культурному фронті». Судова трійка при Колегії ГПУ УСРР 23 вересня 1933 р. ухвалила вирок за ст. 54-2, 4, 7, 11 КК УСРР — 10 років виправно-трудових таборів. Відбував покарання в Соловках (табпункт Кремль, одиночна камера спецізолятора).
Постановою окремої трійки Управління НКВД СРСР по Ленінградській області від 9 жовтня 1937 року дістав найвищу кару (розстріл). Вивезений із Соловків з великим етапом в'язнів Соловецької тюрми в жовтні 1937 р., страчений 3 листопада поблизу селища Медвежа Гора (нині м. Медвеж'єгорськ у Республіці Карелії, РФ) в урочищі Сандармох. Реабілітований 30.06.1956 р. і 27.07.1957 — Верховним судом УРСР.